# Gerald Siegmund
Gerald Siegmund  (* 1963 in Eschollbrücken bei Darmstadt) ist ein deutscher Theaterwissenschaftler.

## Leben und Wirken
Gerald Siegmund studierte von 1983 bis 1990 Anglistik, Romanistik und Theaterwissenschaft an der Johann Wolfgang Goethe-Universität in Frankfurt am Main. 1990 machte er seinen Magisterabschluss zu dem Thema "Aspekte der Negativität in den Dramen Joe Ortons",  1994 wurde er mit der Dissertation Theater als Gedächtnis in den Fächern Anglistik und Theaterwissenschaften promoviert.
1995 wurde Siegmund Tanzkritiker der Frankfurter Allgemeinen Zeitung, sowie von Ballett International/Tanz Aktuell, Berlin, und Dance Europe Magazine, London. Von 1996 bis 1998 war Siegmund Postdoktorand am Graduiertenkolleg Pragmatisierung und Entpragmatisierung an der Eberhard Karls Universität Tübingen. Außerdem hatte er Lehraufträge an den Universitäten Frankfurt am Main, Tübingen, Mainz, Bergen und Wien, sowie an der Hochschule für Musik und Darstellende Kunst Frankfurt am Main. Seit 1998 war er als Wissenschaftlicher Mitarbeiter am Institut für Angewandte Theaterwissenschaft der Justus-Liebig-Universität Gießen, wo er sich habilitierte. 2005 übernahm er eine Assistenzprofessur am Institut für Theaterwissenschaft der Universität Bern. 2009 wurde Siegmund Professor für Choreographie und Performance an der Universität Gießen.
Seine Forschungsschwerpunkte sind das Gegenwartstheater und der zeitgenössische Tanz, Theatertheorien, Performance, Intermedialität und die vielfältigen Grenzbereiche des Theaters zu den anderen Künsten.

## Veröffentlichungen
als Autor
- Theater als Gedächtnis. Semiotische und psychoanalytische Untersuchungen zur Funktion des Dramas. Verlag Narr, Tübingen 1996, ISBN 3-8233-5220-2 (zugl. Dissertation, Universität Frankfurt/M. 1994).
- Abwesenheit. Eine performative Ästhetik des Tanzes; William Forsythe, Jérôme Bel, Xavier Le Roy, Meg Stuart. Transcript Verlag, Bielefeld 2006, ISBN 3-89942-478-6 (zugl. Habilitationsschrift, Universität Giessen 2005).
- Zur Theatralität des Tanzes. In: Claudia Fleischle-Braun, Ralf Stabel (Hrsg.): Tanzforschung und Tanzausbildung (Jahrbuch Tanzforschung; 18). Henschel Verlag, Leipzig 2008, ISBN 978-3-89487-629-6.

als Herausgeber
- William Forsythe. Denken in Bewegung. Henschel Verlag, Leipzig 2004, ISBN 978-3-89487-472-8 (zusammen mit Dominik Mentzos).
- Theater des Fragments. Performative Strategien im Theater zwischen Antike und Postmoderne. Transcript Verlag, Bielefeld 2009, ISBN 978-3-89942-999-2 (zusammen mit Anton Bierl, Christoph Meneghetti und Clemens Schuster).
- Tanztheater, Sondernummer der Zeitschrift Forum Modernes Theater 1/08, Bd. 23, Mai 2008, ISSN 0930-5874.